# Juego no cooperativo

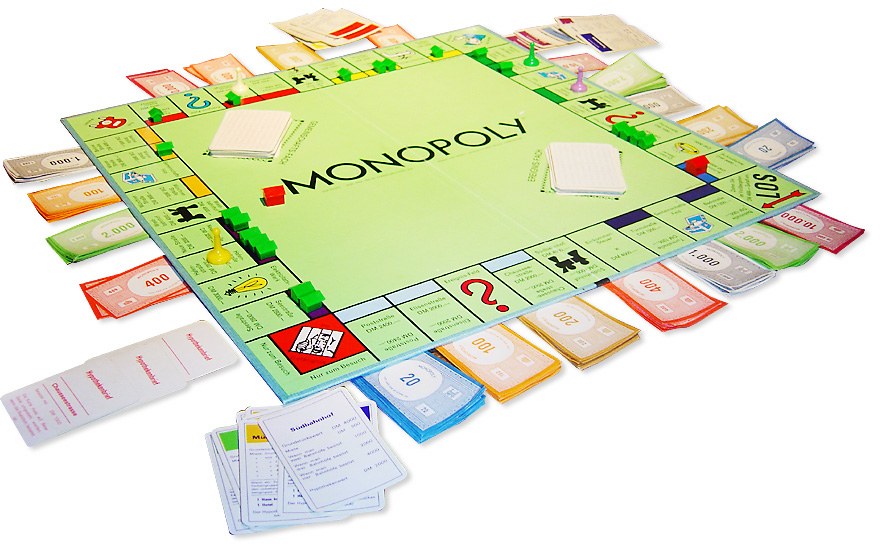
Un ejemplo de juego no cooperativo es el Monopoly.

En teoría de juegos, un juego no cooperativo es uno cuyos jugadores toman decisiones independientemente para su beneficio personal, lo cual no impide que en algunos casos dicha toma de decisiones pueda favorecerlos a todos, como es lo que se busca en los juegos cooperativos.

## Características
La mención más conocida de la teoría de juegos no cooperativos se hizo en el artículo de 1951 de John Nash en la revista Annals of Mathematics. Los equilibrios de Nash, de hecho, a menudo se denominan "equilibrios no cooperativos".
Según Tamer Başar en Lecture Notes on Non-Cooperative Game Theory, un juego no cooperativo requiere especificar:
- el número de jugadores;
- las posibles acciones disponibles para cada jugador, y cualquier restricción que se les pueda imponer;
- la función objetivo de cada jugador que intenta optimizar;
- en cualquier momento ordenar la ejecución de las acciones si los jugadores pueden actuar más de una vez;
- cualquier adquisición de información que tenga lugar y cómo la información disponible para un jugador en cada momento depende de las acciones pasadas de otros jugadores, y;
- si hay un jugador cuya acción es el resultado de un evento probabilístico con una distribución fija conocida.[2]

## Análisis
Los juegos no cooperativos se analizan generalmente a través del marco de la teoría de juegos no cooperativos, que trata de predecir las estrategias individuales y los beneficios de los jugadores y encontrar los equilibrios de Nash. Se opone a la teoría de los juegos cooperativos, que se centra en predecir qué grupos de jugadores ("coaliciones") se formarán, las acciones conjuntas que tomarán los grupos y los beneficios colectivos resultantes. La teoría de los juegos cooperativos no analiza la negociación estratégica que ocurre dentro de cada coalición y afecta la distribución del pago colectivo entre los miembros.
La teoría de juegos no cooperativos proporciona un enfoque de bajo nivel, ya que modela todos los detalles procedimentales del juego, mientras que la teoría de juegos cooperativos solo describe la estructura, las estrategias y los beneficios de las coaliciones. La teoría de juegos no cooperativos es, en este sentido, más inclusiva que la teoría de juegos cooperativos.
También es más general, ya que los juegos cooperativos pueden analizarse utilizando los términos de la teoría de juegos no cooperativos. Cuando se dispone de arbitraje para hacer cumplir un acuerdo, ese acuerdo queda fuera del alcance de la teoría no cooperativa: pero puede ser posible establecer supuestos suficientes para abarcar todas las estrategias posibles que los jugadores pueden adoptar en relación con el arbitraje. Alternativamente, puede ser posible describir al árbitro como una parte del acuerdo y modelar los procesos relevantes y los pagos de manera adecuada.
En consecuencia, sería deseable que todos los juegos se expresen en un marco no cooperativo. Pero en muchos casos se dispone de información insuficiente para modelar con precisión los procedimientos formales disponibles para los jugadores durante el proceso de negociación estratégica. También puede pasar que el modelo resultante sería de una complejidad demasiado alta para ofrecer una herramienta práctica en el mundo real. En tales casos, la teoría de juegos cooperativos proporciona un enfoque simplificado que permite el análisis del juego en general sin tener que hacer ninguna suposición sobre el poder de negociación.